# Мортка
Мо́ртка (рос. Мортка) — селище міського типу у складі Кондінського району Ханти-Мансійського автономного округу Тюменської області, Росія. Адміністративний центр Морткинського міського поселення.
Населення — 3798 осіб (2010, 3627 у 2002).